# 云南藤黄
云南藤黄（学名：Garcinia yunnanensis）为金丝桃科藤黄属的植物。分布于中国大陆的云南等地，生长于海拔1,300米至1,600米的地区，多生长于丘陵以及坡地的杂木林中，目前尚未由人工引种栽培。
其种加词 yunnanensis 意为“云南的”。

## 别名
小姑娘果（云南沧源）、吗给安（沧源佤语）

## 外部連結
- Oblongifolin C Oblongifolin C（页面存档备份，存于） 中草藥化學圖像數據庫 (香港浸會大學中醫藥學院) （中文）（英文）